# Токкопола (Міссісіпі)
Токкопола (англ. Toccopola) — місто (англ. town) в США, в окрузі Понтоток штату Міссісіпі. Населення — 286 осіб (2020).

## Географія
Токкопола розташована за координатами 34°15′19″ пн. ш. 89°13′17″ зх. д. / 34.25528° пн. ш. 89.22139° зх. д. (34.255254, -89.221314).  За даними Бюро перепису населення США в 2010 році місто мало площу 22,40 км², з яких 21,89 км² — суходіл та 0,51 км² — водойми.

## Демографія
Згідно з переписом 2010 року, у місті мешкало 246 осіб у 93 домогосподарствах у складі 67 родин. Густота населення становила 11 особа/км².  Було 119 помешкань (5/км²).
Расовий склад населення:
| - 87,0 % — білих - 10,6 % — чорних або афроамериканців - 0,4 % — корінних американців |

До двох чи більше рас належало 2,0 %. Частка іспаномовних становила 0,8 % від усіх жителів.
За віковим діапазоном населення розподілялося таким чином: 25,6 % — особи молодші 18 років, 61,0 % — особи у віці 18—64 років, 13,4 % — особи у віці 65 років та старші. Медіана віку мешканця становила 41,5 року. На 100 осіб жіночої статі у місті припадало 93,7 чоловіків;  на 100 жінок у віці від 18 років та старших — 92,6 чоловіків також старших 18 років.
Середній дохід на одне домашнє господарство  становив 40 794 долари США (медіана — 28 194), а середній дохід на одну сім'ю — 52 132 долари (медіана — 32 250). Медіана доходів становила 27 969 доларів для чоловіків та 26 250 доларів для жінок. За межею бідності перебувало 16,0 % осіб, у тому числі 0,0 % дітей у віці до 18 років та 10,5 % осіб у віці 65 років та старших.
Цивільне працевлаштоване населення становило 77 осіб. Основні галузі зайнятості: освіта, охорона здоров'я та соціальна допомога — 35,1 %, науковці, спеціалісти, менеджери — 14,3 %, транспорт — 13,0 %.